# Tortel
Tortel (conosciuta come Caleta Tortel) è un comune del Cile della provincia di Capitán Prat nella regione di Aysén. È famoso per essere quasi completamente edificato su palafitte che circondano il fiordo su cui si trova. Le palafitte sono costruite con una varietà di cipresso locale. Al censimento del 2002 possedeva una popolazione di 507 abitanti. Da quando è stata ampliata la strada che la unisce la Carretera Austral il suo panorama pittoresco ha contribuito ad aumentare notevolmente l'afflusso turistico.

## Società

### Evoluzione demografica
| Censimento del 1992 | Censimento del 2002 |
| 448 ab.             | 507 ab.             |